# Challenger de Bangkok 3 2016

El torneo KPN Renewables Bangkok Open 2016 es un torneo profesional de tenis. Pertenece al ATP Challenger Series 2016. Se disputará su 1ª edición sobre superficie dura, en Bangkok, Tailandia entre el 16 al el 22 de mayo de 2016.

## Jugadores participantes del cuadro de individuales
| Favorito | País                                  | Jugador              | Rank1 | Posición en el torneo |
| -------- | ------------------------------------- | -------------------- | ----- | --------------------- |
| 1        | Bandera de Australia                  | Sam Groth            | 97    | Primera ronda, retiro |
| 2        | Bandera de China Taipéi               | Lu Yen-hsun          | 108   | Cuartos de final      |
| 3        | Bandera de Japón                      | Yūichi Sugita        | 109   | Primera ronda         |
| 4        | Bandera de Eslovaquia                 | Lukáš Lacko          | 121   | Segunda ronda, retiro |
| 5        | Bandera de Australia                  | John-Patrick Smith   | 153   | Primera ronda, retiro |
| 6        | Bandera de Estados Unidos             | Alexander Sarkissian | 166   | Semifinales           |
| 7        | Bandera de la República Popular China | Zhang Ze             | 179   | Cuartos de final      |
| 8        | Bandera de Australia                  | James Duckworth      | 209   | CAMPEÓN               |

- 1 Se ha tomado en cuenta el ranking del 9 de mayo de 2016.

### Otros participantes
Los siguientes jugadores recibieron una invitación (wild card), por lo tanto ingresan directamente al cuadro principal (WC):
- Phassawit Burapharitta
- Jirat Navasirisomboon
- Wishaya Trongcharoenchaikul
- Kittipong Wachiramanowong

Los siguientes jugadores ingresan al cuadro principal tras disputar el cuadro clasificatorio (Q):
- Sam Barry
- Lloyd Glasspool
- Yuya Kibi
- Sidharth Rawat

## Campeones

### Individual Masculino
- James Duckworth derrotó en la final a  Sam Barry, 7–6(5), 6–4

### Dobles Masculino
- Chen Ti /  Jason Jung derrotaron en la final a  Dean O'Brien /  Ruan Roelofse, 6–4, 3–6, [10–8]